# Degeneração

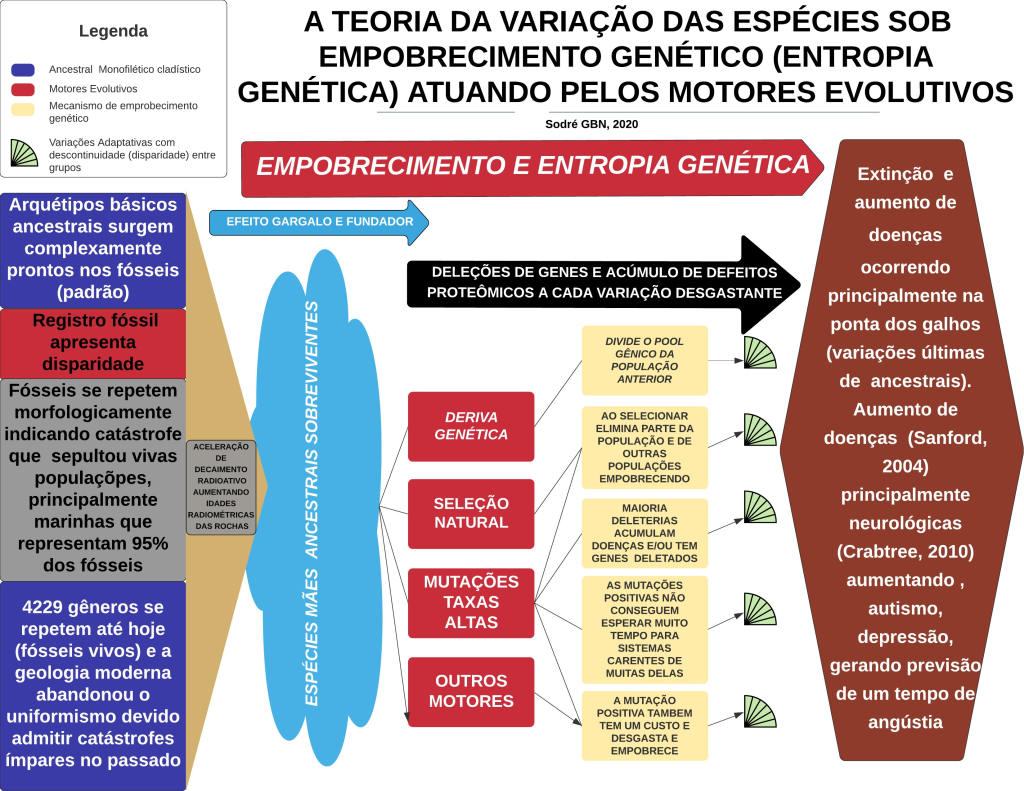
TDE - Teoria da Degeneração das Espécies

Este artigo trata do significado social-filosófico de degeneração. Para outros significados associados ao tema, ver degenerescência.

A ideia de degeneração exerceu uma grande influência na ciência, arte e política, dos anos 1850 aos anos 1950, tendo suas expressões modernas nas defesas científicas sobre entropia genética (tendência de acúmulo de mutações nas populações) defendida por diversos cientistas contemporâneos como John C. Sanford e outros, os quais estudam o aumento da prevalência de doenças, na humanidade  animais e plantas. A ideia de degeneração ganhou destaque em publicações científicas   tendo o geneticista John C. Sanford, como seu principal proponente resumindo em  seu livro "Genetic Entropy & the Mystery of the Genome" (2005, 2008).   . Mais tarde Gerald Crabtree, de elevadíssimo índice scopus:120 sendo um dos mais relevantes cientistas da atualidade,  defendeu tese em Stanford que estamos ficando mais degenerados e retardados; ele publicou sua tese em 2010 na prestigiada  Trends. Gerald Crabtree, geneticista e neurologista de Stanford, defende um aumento de doenças neurológicas mais focado na humanidade , onde destaca a ausência de uma seleção purificadora mais atuante  na humanidade, devido o afrouxamento que a medicina e agricultura exercem permitindo a  sobrevivência de idosos e pessoas com maiores deficiências genéticas, o que se supõe ser mais raro quando a humanidade foi nômade. Em suma, existe evidência direta de uma carga mutacional crescente em humanos: 
"os alelos de risco aumentaram constantemente em frequência durante esse período de tempo. As que mais aumentaram estão associadas a doenças como asma, doença de Crohn, diabetes e obesidade, altamente prevalentes nas populações atuais."  

## Histórico
Georges-Louis Leclerc, conde de Buffon (1707-1788), foi o primeiro a definir "degeneração" como uma teoria da natureza. Buffon, incorretamente, argumentava que espécies inteiras "degeneravam", tornando-se estéreis, mais fracas ou menores devido a climas rigorosos. Por volta de 1890, havia um medo crescente de degeneração varrendo a Europa, criando desordens que levaram à pobreza, crime, alcoolismo, perversão moral e violência política. A degeneração levantava a possibilidade de que a Europa poderia estar criando uma classe de pessoas degeneradas que poderiam atacar as normas sociais, o que levou ao apoio da ideia de um estado forte, que excluiria os degenerados da existência com o auxílio de identificação científica.
Nos anos 1850, o médico francês Bénédict Morel argumentava vigorosamente que certos grupos de pessoas estavam degenerando, retrocedendo em termos de evolução, de forma que a cada geração, tornavam-se mais e mais fracos. Isto se baseava em ideias pré-darwinistas de evolução, particularmente aquelas de Jean-Baptiste Lamarck, que argumentava que características tais como abuso de drogas e perversões sexuais, podiam ser herdadas. Atualmente predisposição genética já tem sido observada para alcoolismo, cocaína (por heretariedade) e criminalidade[carece de fontes?]).
O bestseller Degeneration de Max Nordau (1890), tentava explicar toda a arte, música e literatura modernas indicando as características degeneradas dos artistas envolvidos. Desta forma, foi desenvolvida uma completa explicação biológica para os problemas sociais.
O primeiro criminologista científico, Cesare Lombroso, trabalhando nos anos 1880, acreditava ter encontrado evidências de degeneração ao estudar os corpos de criminosos. Depois de completar a autópsia do assassino Villela, ele identificou a indentação no ponto onde a coluna vertebral encontra o pescoço como um sinal de degeneração e subsequente criminalidade. Lombroso estava convencido de ter encontrado a chave para a degeneração que estava preocupando os círculos liberais.
No século XIX, erradicar a "degeneração" tornou-se uma justificativa para vários programas de eugenia, principalmente na Europa e nos Estados Unidos[carece de fontes?]. Eugenistas ado(p)taram o conceito, usando-o para justificar a esterilização dos supostamente incapazes. Os nazis também assumiram estes esforços eugênicos, incluindo o extermínio, para aqueles que poderiam "corromper" as gerações futuras. Também aplicaram o conceito à arte, banindo a arte e música "degeneradas"
 (entartete Kunst ou arte degenerada).
A teoria social desenvolveu-se em consequência à Teoria da Evolução de Charles Darwin que inicialmente ensinava como evolução, um "melhorismo" contínuo promovido pela seleção do mais apto (Wallace), o que refletiu na "eugenia" de  Francis Galton, primo de Darwin, lançando as bases do darwinismo social e das investidas baseadas na ciência da época do nazismo.
A evolução significava que o desenvolvimento da humanidade não era mais algo fixo e certo, mas podia mudar e evoluir ou degenerar num futuro incerto, possivelmente um futuro sombrio que se chocaria com a analogia entre evolução e civilização como uma direção progressiva positiva. Como consequência, teóricos assumiram que a espécie humana poderia ser superada por uma espécie mais adaptável ou as circunstâncias poderiam mudar e desenvolver uma espécie mais adaptada. Neste contexto, a  teoria da degeneração apresentava uma perspectiva pessimista para o futuro da civilização ocidental, isso em pleno  progresso do século XIX , o que minava a confiança em seus argumentos. Em 1890, aqueles mais preocupados com a degeneração eram os progressistas, diferentemente dos conservadores, que eram mais defensores do status quo
Mais tarde,  a teoria da evolução mudou de melhorista para neutralista e contingencial e hoje , disputa com a defesa de degeneração e o  criacionismo que destaca nossas origens mais puras em termos de acúmulo de mutações deletérias, ao mesmo tempo  defende necessidade de  melhoramento genético, sementes crioulas,  biobalística e técnica geneGun,  e técnicas de terapia gênica como CRISPR-Cas13, em função de um avistamento genético apocalíptico iminente.  